# Villa del Bosco
Villa del Bosco ist eine italienische Gemeinde mit 307 Einwohnern (Stand 31. Dezember 2023) in der Provinz Biella (BI), Region Piemont.
Die Nachbargemeinden sind Curino, Lozzolo, Roasio und Sostegno.

## Geographie
Das Gemeindegebiet umfasst eine Fläche von 3 km².

## Kulinarische Spezialitäten
In der Umgebung von Villa del Bosco wird Weinbau betrieben. Das Rebmaterial findet Eingang in die DOC-Weine Bramaterra (ein Rotwein) und Coste della Sesia.